# Ivankovo
Ivankovo je obec (općina) ve východním Chorvatsku, administrativně součást Vukovarsko-sremské župy. V roce 2011 zde žilo dle sčítání lidu 8006 obyvatel. Jedná se o první větší obec západně od města Vinkovci (hned za vesnicí Vinkovačko Novo Selo).
Pod obec Ivankovo spadají ještě další dvě vesnice, a to: Prkovci a Retkovci.
Obec se nachází v bezprostřední blízkosti železniční trati Bělehrad–Záhřeb, na níž má i vlastní nádraží. Nacházejí se zde tři základní školy a tři kostely.